# Дорога в Каменку
Дорога в Ка́менку — улица в Выборгском и Приморском районах Санкт-Петербурга в посёлке Парголово и историческом районе Каменка. Проходит от улицы Ломоносова в Парголове до посёлка Большая Каменка. Практически на всём своём протяжении представляет собой узкую двухполосную (по одной полосе в каждом направлении) дорогу. До октября 2007 года называлась Дорога на Каменку.

## История
Прямая как шоссе Дорога на Каменку, соединяющая Парголово и деревню Большая Каменка была отображена на карте Петербургской губернии уже 1860 года, и была построена, видимо, как замена старой булыжной петляющей дороги, идущей от деревни Коломяги, а также и для удобной связи с Выборгским шоссе и посёлком Парголово. Именно эта дорога сегодня имеет официальное наименование "Дорога в Каменку".
Другая Дорога на Каменку шла от деревни Коломяги несколько севернее озера Долгое. Эта дорога существовала ещё до строительства Петербурга. Её можно видеть на шведском плане Невской дельты 1698 года. Сегодня часть этой дороги используется как главная и единственная улица деревни Большая Каменка, однако названия не имеет. Физически дорога сохраняется до границ застроенной территории северо-западной части Санкт-Петербурга, постепенно сокращаясь по мере продвижения этой застройки на северо-запад. Но её трасса является объектом, предлагаемым в качестве компонента охраны в составе объекта Всемирного наследия ЮНЕСКО. Поэтому в Генеральном плане Санкт-Петербурга трасса бывшей дороги ограждена красными линиями, а сама она выделена в рекреационную зону, запрещающую возведение капитальных строений. В пределах этой зоны бывшая дорога сохраняется как пешеходная коммуникация.
В декабре 2010 года дорогу пересекла новая магистраль — Парашютная улица, а в 2011 году было обустроено примыкание будущего Суздальского шоссе.
В 2014—2015 годах была проведена реконструкция участка дороги от Суздальского шоссе до Парашютной улицы, сводящаяся к расширению проезжей части с двух до четырёх полос движения.

## Пересечения
Дорога пересекается со следующими магистралями:
- Заводская улица / улица Ломоносова
- Выборгское шоссе
- Железнодорожная линия Санкт-Петербург — Выборг (переезд)
- Михайловская дорога
- Суздальское шоссе
- улица Первого Мая
- Парашютная улица